# Alexei Petrov
Alexéi Alexándrovich Petrov –en ruso, Алексей Александрович Петров– (Volgogrado, URSS, 8 de septiembre de 1974) es un deportista ruso que compitió en halterofilia.
Participó en dos Juegos Olímpicos de Verano, obteniendo una medalla de oro en Atlanta 1996 (91 kg) y una de bronce en Sídney 2000 (94 kg).
Ganó una medalla de oro en el Campeonato Mundial de Halterofilia de 1994 y dos medallas de oro en el Campeonato Europeo de Halterofilia, en los años 1994 y 2002.

## Palmarés internacional
| Juegos Olímpicos   | Juegos Olímpicos          | Juegos Olímpicos  | Juegos Olímpicos |
| Año                | Lugar                     | Medalla           | Categoría        |
| ------------------ | ------------------------- | ----------------- | ---------------- |
| 1996               | Atlanta (Estados Unidos)  | Medalla de oro    | 91 kg            |
| 2000               | Sídney (Australia)        | Medalla de bronce | 94 kg            |
| Campeonato Mundial |                           |                   |                  |
| Año                | Lugar                     | Medalla           | Categoría        |
| 1994               | Estambul (Turquía)        | Medalla de oro    | 91 kg            |
| Campeonato Europeo |                           |                   |                  |
| Año                | Lugar                     | Medalla           | Categoría        |
| 1994               | Sokolov (República Checa) | Medalla de oro    | 91 kg            |
| 2002               | Antalya (Turquía)         | Medalla de oro    | 94 kg            |